# Guillaume Cheval dit Saint-Jacques
Guillaume Cheval dit Saint-Jacques (17 avril 1828-29 avril 1880) fut un marchand et homme politique fédéral du Québec.

## Biographie
Né à Belœil dans le Bas-Canada, M. Cheval étudia à Saint-Denis. Il entama sa carrière politique en devenant maire de la municipalité de Saint-Hilaire pendant quatre ans. Devenu député du Parti libéral du Canada dans la circonscription de Rouville en 1867, il fut défait en 1872 par le futur premier ministre du Québec Honoré Mercier. Il redevint député de Rouville en 1874 jusqu'en 1878, année où il fut à nouveau défait.
En 1878, Cheval est impliqué dans une bagarre avec le député britanno-colombienne de Vancouver Arthur Bunster.